# Harald Eklund
Olov Harald Eklund, född 28 april 1901 i Uppsala, död 19 augusti 1960 i Lunds domkyrkoförsamling, Lund, var en svensk teolog. 
Eklund var son till  biskop J.A. Eklund. Han blev filosofie kandidat vid Uppsala universitet 1923, teologie kandidat 1926, teologie licentiat 1929, teologie doktor 1932 och docent vid Uppsala universitet 1932. Han var professor i systematisk teologi vid Åbo Akademi 1937–1946, lektor vid folkskoleseminariet i Uppsala 1946–1949, docent- och forskarstipendiat i Uppsala 1946–1949 och professor i religionsfilosofi i vid Lunds universitet från 1949. Han invaldes som ledamot av Humanistiska vetenskapssamfundet i Lund 1952. Eklund är begravd på Brunskogs kyrkogård.